# Maxime Godart
 (octobre 2010).
Si vous disposez d'ouvrages ou d'articles de référence ou si vous connaissez des sites web de qualité traitant du thème abordé ici, merci de compléter l'article en donnant les références utiles à sa vérifiabilité et en les liant à la section « Notes et références ».
Maxime Godart, né le 2 octobre 1998 à Compiègne, est un acteur français, qui incarne à l'écran le rôle principal du Petit Nicolas, dans le film homonyme, d'après l'œuvre de Sempé et Goscinny.

## Biographie
Maxime Godart commence à prendre des cours de théâtre au centre culturel de Noyon dès l'âge de huit ans et émet très vite le souhait de passer une audition.
Il se présente à l'audition du Petit Nicolas en 2008 après être tombé sur une annonce en surfant sur internet[réf. souhaitée]. L'équipe technique est emballée, mais le réalisateur Laurent Tirard lui préfère un autre enfant avant de se raviser quelques semaines plus tard et de lui confier le rôle principal (celui du Petit Nicolas).
Il enchaîne la même année avec un second rôle dans le film de Julien Rambaldi, Les Meilleurs Amis du monde.
Maxime Godart remet en 2010 au NRJ Music Awards le trophée de la chanson internationale aux The Black Eyed Peas pour I Gotta Feeling.
Il a participé au Prix Louis Lumière, le 15 janvier 2010. En 2010, on peut également le voir dans la distribution du divertissement télévisuel Le Grand Restaurant, de Pierre Palmade.
Le 13 mars 2015, il présente une conférence de l'astrophysicien Hubert Reeves, visionnée en direct dans tous les collèges de la Picardie.
En mars 2017, il devient parrain de l'association Coming Alive et tourne dans le clip du chanteur Christophe Madrolle qui préside l'association.
Il joue, en 2019, dans le court métrage disponible sur YouTube, Par un regard, chapitre 2, de Théodore Tomasz. En 2024, Il produit et réalise le court métrage Constellation dans lequel il joue avec Guillaume Chevalier.[réf. nécessaire]

## Filmographie

### Cinéma
- 2009 : Le Petit Nicolas de Laurent Tirard : Nicolas
- 2010 : Les Meilleurs Amis du monde de Julien Rambaldi : Bruce

### Télévision
- 2010 : Le Grand Restaurant de Pierre Palmade : Charles

### Internet
- 2019 : Par un Regard Chapitre 2 de Théodore Tomasz : Louis
- 2024 : Constellation de Maxime Godart : Théo[5]